# Country Club Hills (Illinois)
Country Club Hills è un comune degli Stati Uniti d'America, situato in Illinois, nella contea di Cook.